# Conus limpusi
Espèce
Statut de conservation UICN

 LC  : Préoccupation mineure
Conus limpusi est une espèce de mollusques gastéropodes marins de la famille des Conidae.
Comme toutes les espèces du genre Conus, ces escargots sont prédateurs et venimeux. Ils sont capables de « piquer » les humains et doivent donc être manipulés avec précaution, voire pas du tout.

## Description
La taille de la coquille varie entre 28 mm et 55 mm.

## Distribution
Il s'agit d'une Australie espèce marine du Queensland.

### Niveau de risque d’extinction de l’espèce
Selon l'analyse de l'UICN réalisée en 2011 pour la définition du niveau de risque d'extinction, cette espèce est endémique à l'Australie et se trouve des récifs Swains au canal Capricorne. Cette espèce est présente entre 80 m et 225 m. Il n'y a pas d'enregistrements des niveaux de population pour cette espèce dans la littérature, cependant, elle est fréquemment prise dans les chaluts à crevettes, et on présume qu'elle est commune et modérément abondante. Il n'y a pas de menaces majeures connues pour affecter cette espèce et la nouvelle législation en place concernant la réduction des prises accessoires du chalutage commercial limite le nombre de prises de cette espèce dans la nature.

## Taxinomie

### Publication originale
L'espèce Conus limpusi a été décrite pour la première fois en 1990 par les malacologistes Dieter Röckel (d) et Werner Korn dans « Acta Conchyliorum »,.

### Synonymes
- Asprella limpusi (Röckel & Korn, 1990) · non accepté
- Conus (Eremiconus) limpusi Röckel & Korn, 1990 · appellation alternative
- Eremiconus limpusi (Röckel & Korn, 1990) · non accepté